# とあるおっさんのVRMMO活動記
『とあるおっさんのVRMMO活動記』（とあるおっさんのブイアールエムエムオーかつどうき）は、椎名ほわほわによる日本のライトノベルおよびメディアミックス作品。アルファポリスより2014年1月から刊行されている。イラストはヤマーダが担当している。2024年8月時点で電子版を含めたシリーズ累計部数は200万部を突破している。
元々は2013年1月7日に「小説家になろう」で連載を開始した作品。「第6回アルファポリスファンタジー小説大賞」読者賞受賞作 。なお「小説家になろう」版は、書籍化に伴うダイジェスト化が一時行われていたが、2016年に「小説家になろう」がダイジェスト版の掲載を原則禁止する姿勢を打ち出したため（詳細は小説家になろう#ダイジェスト化問題を参照）、本作も「小説家になろう」への掲載を取りやめている。
2014年6月からはアルファポリスのWebサイト上で六堂秀哉による漫画版の連載が開始している。2016年には本作をモデルとしたMMORPG「ワンモア・フリーライフ・オンライン」がサービスを開始していたが、2020年12月10日をもってサービスを終了している。また、「ワンモア・フリーライフ・オンライン・モバイル」も配信されていたが、2021年1月14日にサービスを終了している。テレビアニメが2023年10月から12月まで放送された。

## あらすじ
一般ユーザー向けのバーチャルリアリティゲームが発表され、第1弾といえる新型VRMMO「ワンモア・フリーライフ・オンライン」通称「ワンモア」。その世界で、「アース」という名の青年として自由気ままに活動するフツーのゲーム好き会社員・田中大地(38歳/独身)の活動記。不遇スキルと敬遠される弓・蹴りに魔法や生産職まで幅広く手をだし、最強を目指さずバーチャル世界の一期一会を楽しむオンリーワンなソロプレイ。戦場の料理人・妖精たらしなど数々の称号をシステムに付加され、理不尽な人災に見舞われるも、それもまた楽しみの１つと毎日仕事（リアル）を終えたあとの余暇活動で、もう１つ（バーチャル）の人生で「アース」はのんびり彼だけの覇道を歩む。

## 登場人物
声の項はテレビアニメ版の声優。

### プレイヤー
VRシステムの仕様上の関係から、一般的なオンラインゲームで良くある「本来の性別とは逆のアバター」によるプレイは不可能となっている。
アース / 本名・田中大地
声 - 石川界人（アース）、浪川大輔（田中大地）
本作の主人公。男性。38歳/独身。技術者として工場に勤務する社会人。仕事の関係上プレイ時間が限定されるため、固定のパーティには入れないだろうとソロプレイを前提とし、「料理」「木工」「遠視」「製作の指先」や、前情報でメリットが低い、使いづらいと評判の不遇スキルをむしろ好み、「弓」「蹴り」「薬剤」「風魔法」「隠蔽」「身体能力向上」を取る。突出した能力こそないものの、所有者の少ないスキルや成長限界が低くなる代わりに複数のスキルが絡まり合う作業をこなせる。「鍛冶」も取得し、基本的に自分で使うアイテムは自分で作る能力がある。「盗賊」から派生した「義賊」「義賊頭」というスキルからワンモア内で起きる厄介事を裏から解決する活動も行っている。
開始間もないころに料理に挑戦し、プレイヤーに好評を得たことから「最初の料理人」と呼ばれている。作る料理はオーソドックスなものがほとんどだが凝った料理より馴染みやすくご馳走に飽きた際などにも求められることがある。妖精たちの舞踏会でクイーンを撃破し、それ以降ベタ惚れされており、名前や顔を知っているプレイヤーからは「クイーンの旦那」扱いされている。トッププレイヤーとはまた違う強さを持つ異色な人物で運営からも一目置かれる。ワンモアでの功績では多種族との交流が多く、グリーンドラゴンを1人で倒したり、戦争では妖精国を勝利に導くほどの破格である。
高校生の時に遭った事故で身体に若干の障害を負っていて、そのため体力的にも無理が利かない。
ミリー
声 - 岡咲美保
女性。初日に出会ったプレイヤー。ブルーカラーメンバー。プレイスタイルは魔法使い。のんびりした喋り方をするが、これは仕事をするうちに身に着けたものらしい。実はワンモアの開発に出資している6人の大富豪の1人・紅一点。顔見知りである六英雄の間ではハキハキとした喋り方をしている。
ダークエルフの谷で手に入れた蘇生魔法を使える魔杖を使うようになる。
テレビアニメ版では演じている岡咲がエンディング曲を担当している影響か、エンディング映像は主要キャラクターではないミリーがメインで描かれ、主人公であるアースの登場シーンは僅かとなっている。
ツヴァイ
声 - 畠中祐
男性。ミリーに訊いてアースに会いに来たプレイヤー。プレイスタイルは両手剣を使うアタッカー。ミリーや後述のメンバーとギルド「ブルーカラー」を設立し、ギルドマスターとなる。お笑いを最高の文化と考える生粋のお笑い好き。本人もどちらかと言えば三枚目な性格だが、ミリーやエリザを始めとした女性プレイヤーに非常にモテており、身内以外からはハーレム野郎呼ばわりされている。有翼人との戦いではアースから協力を求められ、洗脳状態のプレイヤーを押し留めた。
ダークエルフの谷で手に入れた炎の魔剣（片手剣から両手剣へサイズ可変）を使うようになり、一体化したのちには両手剣の二刀流となる。
ノーラ
声 - 朝井彩加
女性。ブルーカラーメンバー。短剣使いで回復魔法と盗賊スキルを持つ。勝ち気な性格。非常にスレンダーな体型だが、それを指摘するのは地雷らしい。実はツヴァイの本命。
レイジ
声 - 木内太郎
男性。ブルーカラーメンバー。重鎧と楯を持つタンカーで片手斧使い。普段からフルフェイス機能のある兜をかぶっているが、漫画版ではドレッドヘアのオールバックにしている。狩りでは壁役として仲間を守ることを第一としているが、短剣のスキルも持っており、プレイヤー同士が戦うPvPでは上位ランカーの1人。獣人連合で開催された大会では決勝に進出してシルバーと戦い、準優勝した。
ダークエルフの谷で手に入れた自動回復機能を持つ魔重鎧を使うようになる。
カザミネ
声 - 白井悠介
男性。ブルーカラーメンバー。バスタードソードを使うアタッカーだが、侍になりたがっており、のちに大太刀を使うようになる。リアルでは小柄な体格で剣道をしている。過去に2度続けて「チビは嫌」という理由で告白した相手に振られている。剣道は伸び悩み気味だったが、ワンモア内で身に着けた太刀筋が現実の剣道でも反映されていき、世にいう「ゾーンに入った状態」になると、恐ろしい手際でモブの首を刈っていく「首刈り侍」と呼ばれるようになるが、逆に剣道にスタイルが合わなくなっていき、カナの実家がやっている道場に出入りするようになる。
ダークエルフの谷で手に入れた氷の魔大太刀を使うようになる。
ロナ
声 - 大空直美
女性。ブルーカラーメンバー。格闘家スタイルで戦うアタッカー。小柄だが豊かな胸を持つボクっ子。リアルでは進学校に通う学生。
エリザヴェート
声 - 日高里菜
女性。ブルーカラーメンバー。金髪縦ロールのツインテール魔法使い。高慢なところがある問題児だったがツヴァイ達によって矯正される。ギャンブルがメチャクチャ弱い（2分の1の賭けで、悉く外した）。実はワンモアに出資している大富豪の1人・ジェントルマンの娘。
カナ、コーンポタージュ
ブルーカラーメンバー。共に女性。
カナはタンカーを務める女武者。ダークエルフの谷で手に入れたサイズ可変とダメージ軽減機能を持つ魔盾を使うようになる。リアルでは実家が武術道場をしている。
コーンポタージュは魔法使いでレイジの彼女。
アヤメ
声 - 内田真礼
弓使いのギルド「アポロンの弓」ギルドマスター。女性だが、宝塚の役者のように凛々しく女性ファンが多い。ベータ版のころから弓を使っていたが、使いづらさから不遇スキル扱いになったことで隠れて弓を鍛えていた。そういった「隠れ弓使い」同士でギルドを作ったのだが、アースの活躍でネイザーを始めとした一部が暴走したことを謝罪した。
ギルド内でも弓製作専門の生産職を抱えているが、成果に伸び悩んだ際に製作経験のあるアースに制作を依頼。完成した長弓は当時の基準を越えており、生産職は大いに発奮した。
ネイザー
声 - 橘龍丸
弓使い専門のプレイヤーが所属するギルド「アポロンの弓」のメンバー。元々無駄に自尊心の高いタイプだったようだが、アースがイベントで弓使いとして活躍したことで拗らせた挙句、恩着せがましくギルドに勧誘してきた。ハラスメント行為としてマスターのアヤメにペナルティを課せられる。
シルバー
声 - 菅生隆之
男性。上位プレイヤー。おじいちゃんキャラでプレイしているが、実際の年齢もおじいさん。両手斧を使う戦士。
グラッド
声 - 諏訪部順一
男性。上位プレイヤー。片手剣を使うタンカー。シルバーのパーティに所属していたが増長していたところ、イベント「妖精たちの舞踏会」で最初の契約に失敗してしまう。そのことで仲間に当たり散らすようになり、パーティから除名された。イベント後半で手に入れた闇妖精でPvPを繰り返し、最終日のトーナメントでシルバーを破るが進化したクイーンから契約を解消されてしまう。その後は新たなパーティを組み、トッププレイヤーの一角として活躍するようになる。有翼人との戦いではブルーカラーメンバーと共にアースから協力を求められ、洗脳装置の本体を破壊。洗脳状態のプレイヤーを押し留めた。
ガル、ゼラァ、ジャグド、ザッド、ゼッド
グラッドとパーティを組んでいるプレーヤー。ガルは全属性の魔法使い。紅一点のゼラァは格闘。ジャグドはレンジャー系の弓使い。ザッドは重鎧と兜に身を固めた壁役。ゼッドは槍使いと、ガチガチの戦闘特化。
ゼッドは腕は悪くないがヒートアップしやすくて戦闘中に死に戻ってしまうことも多いためか、メンバー内では一段下の扱い。有翼人との戦いではブルーカラーメンバーと共にアースから協力を求められた際にも洗脳耐性のアクセサリの数から彼には話が通っていなかった。
ヒーローズ
声 - 松風雅也（レッド）、相葉裕樹（ブルー）、M・A・O（ピンク）、天月（イエロー）、世界（グリーン）、千葉繁（ブラック）
レッド（剣士・男）・ブルー（魔法使い・男）・イエロー（斧使い・男）・グリーン（槍使い・男）・ブラック（盗賊・男）・ピンク（魔法使い・女）と色分けされたフルフェイス兜と軽鎧を纏う6人組（武器は漫画版より）。その見た目通り戦隊ヒーロープレイをしている。ピンチな者を見かけると後先考えずに飛び込んでしまう危なっかしいところもあるが、実力はかなり優秀。ワンモア内で起こる厄介事に首を突っ込んでおり、独自に活動を続けている。
ソロでダンジョンに入ろうとしたアースに声を掛けてきたのが初登場。メンバーのブラックが不参加（原因は腹痛）でパーティ枠が空いていたため、一か八かでアースを臨時パーティに勧誘し、一緒に行動した。
グリーンとはマッピングが趣味という点で馬が合い、また後日知り合ったブラックとは同じ盗賊スキル持ちと言うことで罠解除などを一緒に研究した。有翼人との戦いではアースとは別口で真相を知り、ミミック三姉妹と共に活動。合流したグラッドパーティと共に洗脳装置の本体を破壊した。
アニメ版では、レッド、ブルー、ピンクをスーパー戦隊俳優出身声優が演じている（ブラックの千葉繁も、スーパー戦隊のゲスト戦士で顔出し出演経験がある）。劇中では5人で個人名乗りを上げ「5人そろって!」とチーム名を名乗ろうとしたところで「これ以上はいけない」とアースに止められて名乗ることができなかったが、アニメ第6話のアイキャッチでは6人が並ぶ映像に「六人編隊ワンモアレンジャー」というロゴマーク入りで表示され、アニメ公式ページにも表示されている。
ブラックス
声 - 乃村健次
名前はアニメが初出。アースと顔なじみの熟練鍛冶職人プレイヤーで「親方」とも呼ばれている。最初の街・ファストの鍛冶場に常駐しており、生産専門で群を抜いた技量を持つ。
プレイヤーなハズだが、いつログインしても必ずいる。
ミュン
声 - 金子睦
女性。ゲーム開始の町・ファストで防具店を営む生産職プレイヤー。アースの初期装備製作を請け負った。腕も良く、素材持ち込みなら高品質なものが出来ても追加料金は取らないなどのポリシーも持っており店は繁盛しているが、一時期粘着なプレイヤーたちに付きまとわれていた。
漫画版では最初は町の仕立て屋さんといった感じのスタイルだったが、段階を追ってラフな格好に移行し書籍版の様なレザーアーマーにゴーグルといったスタイルになった。
ウォード
声 - 吉野裕行
横暴なプレイヤー。大剣使いで、ゲーム開始時にアースが選んだ弓スキルを扱き下ろした。
唐突に起こった「ポーション売り切れ事件」で、ポーションを作るスキルを持つアースが供給していた際に割り込んできた。横暴な割り込みで順番待ちしていたプレイヤーたちに総スカン喰らい、逆切れしてアースにPvPを挑むが敗れる。その後はプレイヤーからも嫌われ、結局ワンモアから撤退した。

### ワンモア出資者、運営開発陣

#### 六英雄
ワンモアの出資者にして正式な持ち主。世界最大の資産家たちであり、彼らの動向一つで世界が動くと言われている。ワンモア・フリーライフ・オンラインというゲームを隠れ蓑に「もう一つの世界」の構築を依頼した理由はまさにそれで、現実世界の動向に煩わされることなく楽しむことのできる世界を欲したのが理由。開発を依頼されたチームに対しては成功報酬として冗談抜きに「三代遊んで暮らせる金額」が約束されている。
本名は明かされておらず、各人は綽名と役職名で語られている。
長老
『ご老公』とも呼ばれる老人。衰えた身体に左右されない新しい世界を望んでいて、万が一間に合わなかった時のために自身の人格データをバックアップしている。
野生児

ジェントルマン
エリザの父親
紅一点
一足早く「ミリー」というアバターでワンモアをプレイしている。漫画版ではショートカットの女性。
中世商人
ターバンを巻いたアラブ人。
指揮者

開発主任
ワンモア・フリーライフ・オンライン開発の総責任者。世界を構築するAIを「子供たち」と呼ぶほど愛しているが、逆にプレイヤーに対しては落下トラブルに際して「一緒に落ちたモンスターとのディープキス」などというハプニング要素を仕掛けて笑うなどいい性格をしている。

### ワンモア世界の住人
一般的なゲームでいうNPC（ノンプレイヤーキャラクター）だが、ゲームシステムのバージョンアップに伴いひとりひとりが「人格」ともいえる感情を備えていく。プレイヤーと違って一度完全に死亡してしまうと蘇生はできない。そのため完全に死亡する前に専用の蘇生薬を使用することで救命は可能。
義賊リーダー
盗賊スキルを進化させて「義賊頭」となったアースの部下である義賊小人のリーダー。小人たちを代表してアースへの報告と命令の伝達を行う。

#### 妖精国
過去には多種族に戦争を仕掛けたこともあったが、現在は芸術が奨励されているなど戦いから縁遠くなっている。そのため、一部の人族（プレイヤー）と契約して戦いや外の世界を学ぶイベント「妖精たちの舞踏会」が開催されている。
フェアリークイーン
声 - 上田麗奈
イベント「妖精たちの舞踏会」でグラッドと契約した闇狐の妖精から進化して87代目の妖精国女王として即位した。トーナメント終了後にアースと戦うが敗北。その後はアースに付きまとうようになる。本人の申告によるとバストは96センチ。
自立型AIでナンバーはPN・001・EA。ワンモアが始まる前までは鉄面皮だった。
ルエット
クイーンの分身でアースの指輪に宿っている。当初は魔法「プリズム・ノヴァ」を使った際にランダムに現れる形だったが、魔剣・惑を手に入れたあたりから惑のコントロールに手を貸すようになり、クイーンと区別する意味でルエットと名付けられる。
アンドレとの戦闘中エルダー・プリズム・ノヴァを使用した際初登場し、アンドレの動きを完全に止めた。
アクア
声 - 森永千才
妖精国の守護者である「ピカーシャ」の1体。名前通りの水色の体色を持ち、風呂好き。妖精国へ入国する際にアースに与えられ、冒険に同行する。体長10メートル〜小鳥サイズまで変更可能のため、アースを騎乗させたりアースの頭に乗って移動することもできる。同行中アースの料理を食べたことでアースに懐き、ピカーシャの心羽根を与えた。
ゲヘナクロスとの戦争ではかなりの無理をした結果、戦傷を負う。回復後に獣人連合国でアースと再会。アースと共に様々な国を渡り歩いたため豊富な経験値を持ち、一時妖精国へ帰還し、訓練を積んで強くなって帰ってきた。
ゼタン
声 - 小山力也
熊の放浪妖精（定住せず冒険者同様の仕事をしている妖精）。「荒髪」の二つ名をもつ豪傑で、アースの料理を食べたことを切っ掛けに友人となる。二つ名で呼ばれるのは恥ずかしいらしく、あまり好んでいない。
妖精国に攻め込んできた人族の秘密国家「ゲヘナクロス」との戦いで負った傷が元で現役を引退。放浪妖精を鍛える学校の校長となる。
ミーナ・フェンリル
声 - 瀬戸麻沙美
妖精国の名門貴族・フェンリル家の令嬢。外出中にゴブリンの群れに襲われたところをアースとゼタンに助けられた。救助後アースの口添えでゼタンと結婚する。
なお、彼女を襲ったゴブリンは正体不明のNPCの人族に武器を与えた上でけしかけられており、薬物によって誘引した上で彼女の能力であるフェンリル変化を妨害していた。件の人族は存在を察知したアースによって始末された。
カレン・フェンリル
声 - 川澄綾子
ミーナの母親。行方不明になった娘ミーナの捜索をゼタンに頼むため、アースがいる宿屋を訪れた。ゲヘナクロス戦の後に「フェンリルの頬当て」をアースに贈った。
ゼファーナ
声 - 白砂沙帆
風の上位妖精。ゼタンとも顔馴染みで、ゲヘナクロスとの戦いではゼタンを通じたアースの報告から共に偵察をした。その後、クイーンの使いとして現れ、妖精の力を借りるスキル「妖精招来」を伝授する。
ウールナ
声 - 久保ユリカ
水の上位妖精。
ミミック三姉妹
上から「ミーク」「ミーツ」「クク」という名をもつミミックの姉妹。宝箱を通して移動できるというだけで、見た目は普通の女性。
ダンジョンマスターの能力を持つミークを中心に「おどろおどろしい危険なだけのダンジョンでは人は来ない」とダンジョン内をリフォームしたり、アイテムのリターン率を上げたりしている。
北の砦の責任者
声 - 林瑞貴
妖精国に入国するために通る4つの砦の内、北の砦を管理する妖精。
初めて入国したアースに対してフェアリークイーンの言伝を伝え、後にアクアとなるピカーシャを与えた。
南の砦の責任者の娘
声 - 小市眞琴
妖精国に入国するために通る4つの砦の内、南の砦を管理する責任者の娘。獣人のような顔つき。
父親である南の砦の責任者の権力を盾に我儘し放題しており、父親も甘やかして黙認している、といった悪い意味で典型的な貴族の娘。
当然評判は最悪で、住民からは「バカ娘」と陰口をたたかれている。
南の砦内の宿屋で料理を振舞うアースの話を聞き、無理矢理自分の配下にしようとするが、住民の妨害により失敗。さらにはその動きがフェアリークイーンに知られ、一般兵まで身分を落とされた。

#### 死者の挑戦状
第一の街・ファストの北にあるピラミッド型ダンジョン。時間制限ありで規定時間を過ぎるとダンジョン外に転移させられる。内部はランダム設定で入る度に構造が変化する。罠も高度化しており盗賊スキルは必須となっている。最下層にはソロからフルパーティまで人数に応じたボスがおり、最初に撃破すると新しい武器スキルが開放される。作中ではソロのボスであるアンドレのみが登場し、その他のボスは登場せず不明。
全ボスが撃破されたことで初撃破したプレイヤーを集めたPvP大会（目立ちたくないアースは棄権）が開催されたあと閉じるが、後に裏ダンジョンが開いた。こちらは入ると使用武器が限定される「武器縛り」が特徴。
アンドレ
声 - 日野聡
スケルトンナイト。ソロプレイヤーに対応した最下層のボス。
元々は仲間と共にダンジョンの攻略に向かった騎士だったが、罠と魔物によって仲間が全滅。最後の部屋にたどり着いた自身も、空気の無い部屋という罠で窒息死し、スケルトンナイトへ変貌してしまった。
スケルトンナイトとなっても意識は辛うじて残っており、最下層へ辿り着いたアースに自分の経緯と自分を倒すことを頼み、その直後完全に意識が魔物となってしまいアースに襲い掛かる。
一時はスタンによってアースを倒す直前までいったものの、多数の武器を失いながらも発動させたアースのエルダー・プリズム・ノヴァによって動けなくなり、そこを多数の弓矢スキルや強化オイルの攻撃で倒される。
倒された後生前の姿を取り戻し、アースにボロボロの騎士剣を託したあと、かつての仲間に迎えられて昇天した。

#### 龍の国
ドラゴン族と並んで強い力を持つ「龍族」の国。力の制御を成し遂げて「龍人」となり多種族との交流を持った。短命でも400年は生きるなど非常に強靭な生命力を誇るがその反面、種族が本来持つ「龍」としての力は大部分が封印されている。解き放てるようになるための方法が龍神と戦う試練「龍の儀式」であり、龍族なら2回。多種族なら3回だけ受けられる。龍人が受ける際には見きわめ役たる龍神の分身相手に戦い、最後まで両の脚で立っていられなければ合格とは認められない。合格して「龍」となった者は龍に変化できるようになり、最低でも50年に渡る修業を課せられるが人化した際には種族的特徴である「竜の角」を隠せるようになる。多種族の場合は常時発動する「龍の力」の加護を得る。
また、それ以外にも「黄龍の儀」「双龍の儀」といった試練が存在する。
龍姫
声 - 井澤詩織
龍の国の姫でフェアリークイーンとは姉妹と名乗る。龍の国が実装されるまで退屈を紛らわす意味でファストの街をうろついており、アースには「龍ちゃん」と呼ばせてメシをたかっていた。
自立型AIでナンバーはPN・001・EB。ワンモアが始まる前までは姉に甘えて媚びを売る性格だった。
龍稀
龍の国の王様。豪快な人物だが少々抜けている。龍の儀はクリアしているそうだが、龍の角は隠していない。
五郎
一が武で二八そばの屋台をやっている青年。かつては「無傷のゴロウ」と呼ばれてケンカ三昧の生活だったが、「龍の儀」に失敗してからふさぎ込んでいた。一が武の宿屋の女将に依頼されたアースと立ち会ったことで再び龍の儀に挑戦し、雪辱を果たす。
火澄
二が武にある宿屋の女将。龍王様の奥方の妹で龍ちゃんの叔母にあたる。薙刀による戦闘が得意で、龍の国に出没するレイドボスすら怯まない。とても美人でカザミネが一目惚れした。
蛇巫女
二が武の北にあるダンジョン「なぶり殺しの洞窟」の奥に隠れ住む女性。先祖返りで下半身が蛇のようになっており両目は魔眼。子供のころにいじめられた結果として魔眼を解放してしまい、現在は目を合わせないように封じている。
雨龍
龍。2人一組でしか受けられない試練「双龍の儀」を司る女性。ナイスバディの美女。修行に関しては手を抜かないが、遊び好きな一面もある。双龍の儀の報酬代わりに自身を召喚する指輪をアースに与えた。ゲヘナクロスとの戦いでは重要な局面での一助となった。有翼人との戦いに備え龍の国を出る許可を得てアースと共に情報を集める。アースの戦闘の師匠の一人。
砂龍
龍。2人一組でしか受けられない試練「双龍の儀」を司る男性。口ひげを生やしたダンディな見た目で双龍の儀の報酬を受けたゴロウが調子に乗っていたので特訓を課した。有翼人との戦いに備え龍の国を出る許可を得てアースと共に情報を集める。アースの戦闘の師匠の一人。
浮遊島に攻め込む地上連合軍として戦うが、有翼人の首領であるロスト・ロスとの戦いで戦死する。
龍神
龍。龍の国を守る守護神的存在。「龍の儀」において龍人が受ける際には殊更に厳しい基準を設けている。
龍神の欠片
龍。龍神から分かたれた分身で「龍の儀」を監督している。戦う相手によって老女から幼女まで外見が変化する。前述の蛇巫女は彼女の子孫であり、龍神の欠片としての力の一部が発現したもの。
黄龍
龍。スキンヘッドで顔はヒゲに覆われた筋骨隆々の老人。アースに黄龍変身を授ける。
霜点
魔剣・円花によって導かれた過去の世界で出会った龍人の男性。過去の円花の持ち主で、妹の病を治す薬を作る素材を集めて医者の元に向かっていたが、近辺には存在しない魔物に襲われていたところをアースに助けられる。それは「八枚の羽根を持つ男」が仕掛けて同族との「賭けの種」にしたことだった。アースに薬の素材を託して男と戦い、八枚あった羽を一枚斬り落とすも破れて亡くなった。
アースによって素材を医者の元に届けられた妹は助かったが、これは「円花の世界」でのことであり、実際の過去では素材を奪われて妹も亡くなっている。
フェイクミラー・ビースト
「幻影の獣」とも呼ばれるフィールドボス。時折現れては遭遇した者たちの力量を試すかのように暴れまわる。その正体は霜点の飼っていた犬で、主の無念を背負い自身に呪いを掛けて生き続けていた。有翼人との戦いを終えたアースが墓参りに来た場に現れ、主の無念は果たされたこと知る。呪いによって死ぬことも出来ない身ゆえにアースに介錯されて主の許へ旅立った。

#### ドラゴン皇国
強大な力を誇るドラゴン族の国。しかし、多種族と基本的な力が違いすぎて接触・交流は限定的なものに留めている。一部のドラゴンは人化の術を使えるが、術で化けているだけなので戦闘力は低下していない上、何かを装備すると術が解けてしまう。ドラゴンの鱗や骨は加工すると非常に優れた武器防具となる。ドラゴンの種類によって長所のスキルも異なる（グリーン｛機動力｝、ブルー｛千里眼｝、イエロー｛嗅覚｝）。
イグラオン
声 - 大塚芳忠
レッドドラゴン。ドラゴンを統治する王様。各種ドラゴンの能力をすべて使える。妻と共にアースに保護されたナタルニアを迎えに来た。ゲヘナクロスの戦いでは人化の術を使いグリーンドラゴンを率いて参戦した。
ナタルニア
声 - 木野日菜
ドラゴン族の皇族レッド・ドラゴン王の子供（王女）。名前はアニメ版より。
正体不明の人族に卵の状態で盗み出されるが、何らかの事故で盗人達が全滅。周囲に誰もいないまま孵化したところを鳴き声を聞いたアースに拾われる。その際に料理を味わったことで贅沢を覚え、ドラゴンの主食である生肉を食べなくなるが、アースの料理を届けたことで元気になる。その後、小説9巻では人化の術を覚えてアースに会いにファストまでやってきたりした。
ノワール
ブラックドラゴンの長老。王女様には甘々の好々爺であるが、多くの卵とヒナを奪ったゲヘナクロスの地下本部殲滅の際にはドラゴンたちのブレスから辛うじて助かっていた新法皇に止めを刺し、生き残りすべてが流れ込んだ地下水で溺死するまで監視した。
20巻において、溺愛する王女に「お爺ちゃん、臭いです」と言われ、ショックの余りファスト近くの森まで来て落ち込んでいたのをアースとブル―カラーメンバーに発見される。とりあえず全身を洗ってみようと身体を検めたところ、背中の部分が病による壊疽を起こしていた事実が判明。アースやツヴァイ、カザミネたちによる患部の切除処置とノエルが持ってきたドラゴン用の治療薬によって命拾いする。
治療後に参加した全員に1人につき数百万グロー分の金塊と自身の鱗を各人に20枚ずつ払った。
ノエル
ホワイトドラゴンの長老。エメルとの戦いで死亡したアースに蘇生処置を行うなど、ドラゴンの中でも医療技術に優れる。ノワールの治療に協力したアース、ツヴァイ、カザミネの3人に自身の鱗を30枚ずつ払った。
ルトナルイン
声 - 伊藤さや香
ホワイトドラゴン
エメル
声 - 沢木郁也
グリーン・ドラゴンの長老。多種族との交渉を受け持っていたが、いつごろからか脅迫じみた要求をするようになり、ドラゴン王の千里眼を誤魔化す術も身に着けていた。王女に供した料理の一件からアース本人のみならず妖精国に対しても脅迫による強要を行い、戦いを挑んだアースに激闘の末倒された。
王であるレッドドラゴンからも疑念を持たれていたことから、彼の肉や皮、骨、鱗といった素材は全てアースに譲られる。

#### エルフの森
トイ
長老の娘。物静かだが、かなりの食いしん坊。
ジェントルマンの研究班が抱えている自立型AI。
エル
長らく森の外を旅していたが、エルフの森実装化の際に森に入るアースを案内する。その後「大討伐」でもパーティを組むが、遭遇したハイエルフとの戦闘で死亡する。
ルイ
エルの友人。エルフ流格闘術の達人でアースに蹴り技を指導する。

#### ダークエルフの谷
ライナ
ダークエルフ長老の娘でトイとは姉妹縁を結んでいる。吟遊詩人の真似事もできるが、戦闘スタイルは巨大なガントレットを装備し、モンスターを棍棒代わりに振り回すという豪快なもの。102センチという驚異のバストサイズを誇る。
ジェントルマンの研究班が抱えている自立型AI。
ゼイ、ザウ
ライナの兄たち。
サーナ、シーシャ、スー
ダークエルフのメイド見習い。主人からの依頼で研修と訓練を兼ねてアースとパーティを組んだ。
闇食い
谷の地下に棲む存在で「闇様」と呼ばれていて、ダークエルフたちの信仰の対象ともなっている。

#### 獣人連合
様々な動物の意匠と能力をもつ亜人たちの混成国家。各部族から選ばれた代表者による合議制。基本的には脳筋が多いのが特徴で、日常のケンカや、カレーなどの美味い料理の奪い合いで大バトル大会になる。
ケティ
北街で占い師をしている狐耳の女性。アースに「痛風の洞窟」での修行を勧め、アース自身の装備やツヴァイ、カザミネを含めた魔剣についてのアドバイスもしてくれた。だが、20巻にて再び街を訪れた際に通り魔に襲われて亡くなったことが判明している。
カリーネ
獣人連合北街に常駐する隠蔽兵の一人。仕事の際には狐の面をしている。基本真面目だが、他の獣人と同じく人族のプレイヤーが提供販売を始めた料理「カレーライス」にハマっている。

#### 魔王領
この世界の魔族は魔法に優れた適性を持つが邪悪な種族ではなく、人間を含む異種族とも特に敵対していない。
魔王
魔王領を統治する女王。一見するとクールだが、意外とドジッ子属性あり。木工が趣味で鳥の巣箱をよく作っている。
四天王
魔王様の側近4人。
エキドナのマドリア
四天王の1人。
リビングアーマー
四天王の1人。
サキュバスクイーンのヘテラ
四天王の1人。
死神のデス
四天王の1人。

エミュー
ミミック姉妹のダンジョンで知り合い、アースともパーティを組んだ魔族。ハープボウという楽器のハープとしても使用可能な弓を使う。

#### 地底世界
クラネス
ドワーフの女鍛冶屋。腕利きながら、無茶な武器を好んで作る。アースに究極の弓を作る協力者で、鍛冶スキルの師匠。ドラゴンスケイルライトアーマーを始めとしたアースの装備一式を修復・強化し、新たに二振りのスネークソードを鍛えた。その際に自身の持つ力全てを注ぎ込んだために鍛冶職を退くこととなる。

#### 浮遊島
翼を持つ民「有翼人」の住む場所。非常に優れたテクノロジーを持つが、種族全体が傲慢で他種族を陥れて苦しむさまを娯楽として楽しみ、更に賭けの種にしている。一度は地上の民に撃退されたが、再び力を盛り返しつつあり、訪れた他種族を洗脳して地上に攻め込ませようと画策している。
ロスト・ロス
七枚の翼をもつ有翼人のリーダー。かつて龍の国で霜点と戦い、彼の魔剣・円花によって八枚あった翼を一枚斬り落とされている。
パワードスーツ / ヴェガ・ロス
浮遊島に住むガーディアン。かつて有翼人の1人だったが大戦の反対派で、肉体を失う前に、パワードスーツに自身の意識を移植し八羽の有翼人の野望を止めるためアース達と協力する。
かつてはロストの伴侶（妻）だった人物。アースの渾身の一撃によって守りを失ったロストを討ち取り、自身を含めた兵器総てを自壊させるパスコードをアースに打ち込んでもらい消滅した。
白羽
浮遊島に住んでいるドラゴンの娘。親ﾄﾞﾗｺﾞﾝが手を焼くほどの放浪ドラゴンで、自ら永続的「人化の術」を使い地上で強者との戦いを求めていた。ドラゴンの能力を失った代わりに大きい大太刀を振るう。

#### ゲヘナクロス教国
人族を至上とする宗教国家。あちこちの種族に干渉しつつ力を蓄えて妖精国に攻め入るが、プレイヤーのみならず各種族の義勇兵が加わった妖精国との戦いに敗れる。特に多くの子を奪われたドラゴン皇国の恨みは深く、本拠地が発覚した際には怒れるドラゴンによって完全に滅ぼされた。

## 用語
ワンモア・フリーライフ・オンライン
本格的なVRゲーム第1弾として発表されたMMORPG。スキル制が採用されている。ゲーム内では昼3時間・夜2時間で1日が経過する。ゲーム内の通貨は「グロー」。
月々利用料を払うゲームだが、金額に反して非常識なまでに個性豊かなNPCや作り込まれた世界を誇るが、その実態は世界的な大富豪6人の出資によって開発が進められている文字通りの「もう一つの世界」である。
運営から告知されている以外にも「人魚の国」や「サハギンの村」など、多くの種族が住む土地や国が存在する。
スキル
取得して育てることで戦闘職（武器・魔法）・生産職としての補正やアーツ（必殺技）を使用できるシステム。取得するスキルの種類に応じて成長限界が設定されており、繋がりのないスキルを取りすぎると器用貧乏になる。また、アーツの使い方も個々の改良で変化し別のスキルが派生したりする。開始当初は不遇と言われたスキルも成長させることで活用の場や幅が広がっている。
生産系スキルの場合、作ったものに10段階の評価が付く。同じレシピで作ったアイテムでも評価が5を超えると性能が跳ね上がる。
魔剣
ゲーム内で稀に入手できる武具の総称。名前通りの剣やそれ以外の武器、鎧・盾などの防具も存在する。大別して魔法効果を付与した「魔導剣」と、武具そのものに意志を宿す「魔剣」がある。魔剣の場合、所有者との同調が高まると一体化して体内から出し入れできるようになる。
変身スキル
文字通り、より戦闘力を高めた姿に変身できるスキル。ワーウルフ、ヒューマンビーストを基本に妖精国や龍の国にも独自の変身がある。通常の変身なら一つのアバターで3種までは取得でき1種を消すことで新しい変身も取得できる。だが、黄龍変身や偶像の魔王といった強力な変身になると2種までしか修得できない。
妖精たらし
イベント「妖精たちの舞踏会」内でのみ獲得できた称号。前半・後半が存在する妖精たちの舞踏会において、前半で妖精を一切戦わせないと、後半の開始と同時に取得する。この称号は妖精が関与したPvPを一回でも行うと消滅するが、妖精が戦闘を拒否するようになるため実行は困難。
アースは前半にて契約に失敗し、妖精が不在のまま後半に突入したため半ば強制的に取得することとなった。またアース以外にも2名の女性がこの称号を取得していた。
妖精たらしを取得した状態でイベントが終了すると、フェアリークイーンから報酬として妖精のランクが上げられることになっていた。2名の女性は問題無く報酬を受け取ったが、アースのみ契約すらせず妖精が不在のままイベントが終了したため、フェアリークイーンとの戦闘を行ってアースが勝利し、第87代目フェアリークイーンリングを報酬として渡される、という形式となった。

## アースの装備・アイテム
「木工」「鍛冶」「薬剤」「料理」などで武器や防具、サポートアイテムを自らの手で生産・製作しているほか、作中で手に入れた一品ものもある。なお、アースは弓制作に関しては普通に作る分には「評価8」まで行くことが出来る（他のアイテムや武器は平均して5から6、良くて7）。

### 弓矢
アースのメイン武器。硬度の異なる木材・金属を組み合わせた結合型の弓や目的に合わせた鏃を組み込んだ矢を生産している。
複合X式狩弓→複合X式狩弓改→複合X式狩弓ライトメタルコート
2張りの弓をX字に組み合わせた浪漫武器。複雑な構造ゆえに評価は6。だが、素材の組み直しやライトメタルによる補強で他の職人がAtk29で精いっぱいだった時期にAtk55をマークしていたが、製作者であるアースしか使用できない特殊な弓。グリーン・ドラゴン戦において、サクリファイス・ボウの代償となり消滅した。
木材結合式長弓・ライトメタルライン
アヤメからの依頼で制作した弓。評価は7、Atkは47と当時のギルド付きの職人たちの品を上回る出来となっている。
ドラゴン・ボウ→双咆
手に入れたドラゴン・龍素材から作り出した弓。最初に完成させた時点で評価は5ながらAtkは67、3種の特殊能力を持つ規格外の弓だった。双咆（Atk77）にグレードアップしてから7割以上の力で弓を引くとすさまじい反動と轟音が鳴るデメリットが発生したがMPを注ぎ込むことで解決した。なお、これはドラゴン素材を用いたアイテムが能力を発揮する際に共通する特性。
獣人連合での義賊頭としての仕事の際にサクリファイス・ボウの代償となり消滅した。
護魂の弓
レッド・ドラゴン王から与えられた弓。当初は名称不明で装備不可能だったが、ワンモア世界の力を持つ知人の力を注がれることで進化していく。ハイエルフによってエルが殺された際にはアースの怒りと悲しみから「チグルイ」と呼ばれる姿になったが、エルの魂が宿り現在の姿となる。普段の姿では装備できず、黄龍変身の状態なら使用可能。
伏虎の弓→蒼虎の弓
獣人連合で義賊としての仕事を果たした報酬として得た弓。普段は何の変哲もない弓だが、戦闘時には虎の縞模様が現れる。人魚の里で得た素材「蒼海鋼」でグレードアップした。
八岐の月
アースとクラネスで作った究極の狩弓。ドラゴンの骨や各種ﾄﾞﾗｺﾞﾝの心鱗、龍神の鱗、蒼海鋼（弓）で作り上げた規格外でAtk３３３で特殊能力が8つ付き、木矢でも鋼鉄を貫くほどの威力へと変わる。雨龍の目利きでは龍の国でも国宝級になる。
重撲の矢
鏃に鈍鉄と呼ばれる比重の重い金属を使用し、貫通力よりも打撃力を重視した矢。ヒットした際にはスタン効果が追加される。
ツイスターアロー
ひねりのある短剣「ツイストダガー」を参考に、鏃にひねりを加えることで貫通力を高めた矢。弓のアーツ「アローツイスター」と組み合わせることでタンカータイプモンスターの鎧も貫く威力を発揮する。
テレビアニメ版では「出血」の状態異常を与える効果が追加されている。

### 鞭・スネークソード
サブ武器。
ウイップブレード・トライアングル
ライトメタル製の鞭に三角型の刃を付けた武器。主に相手に巻き付け、行動を封じるのに使用する。
アンドレとの戦闘で修復不可能なまでに破損し廃棄となった。
刻月・惑→円花→真同化（こくげつ・まどい→まどか）
ダークエルフの谷にある地下洞穴で知り合った「闇」様から譲られたスネークソード型の魔剣。使い手であるアースと融合・同化したことで体の各部から直接刃を出せるようになる。
魔剣として多くの使い手の手を経ているが少なくない使い手が非業の死を遂げており、過去の記憶の世界へアースを誘う。そこでアースの手でトラウマを払拭することで本来の形に戻っていく。浮遊島の戦いでロスト・ロスに致命的な一撃を与え倒したのち、ボロボロに砕けていき使い手たちの成仏と一緒に消滅した。
魔剣の記憶巡りを続け、「真同化」となりスネークソードと槍の2種類の形態にすることができるようになった。
レパート、ガナード
クラネスが製作した二振りのスネークソード。それぞれが単体でも強力だが、連結することで「レガリオン」という合体形態になる。

### 防具
ワイルドウルフレザーセット、ベアーマント、ワイルドベアーレザーセット
ミュン防具店製。ベアは素材持ち込みで依頼した。
レッグブレード→マリン・レッグセイバー
「蹴り」の補助具として製作した、刃や棘の付いた靴。後にグレードアップして「ファング・レッグブレード」「ファング・レッグブレート・ドラゴンボーン」へ強化される。最終的に人魚の里で得た素材「蒼海鋼」でグレードアップした。
シークレットライトメタルシールド
右手に装着する小盾。内部にライトメタル製のコンパウンドボウが仕込まれており、展開することで「シークレットアナザーボウ」となる。また、スネークソードを仕込んだ盾も製作している。
アンドレとの戦闘で修復不可能なまでに破損し、残った部品でただの小盾として再製作された。
食らいつく者
アースの設計コンセプトでクラネスが作った小盾。スネークソードの刃で食い込み、仕込み魔法砲弾が撃てる。
ドラゴンスケイルライトアーマー一式→ネオ・ドラゴンスケイルライトアーマーフルセット
レッド・ドラゴン王から与えられたスケイルアーマー。ドワーフの手が入った逸品でスキルのあるなしに関係なく装備できる。そのあと、クラネスの強化でフルセットになると、とてつもなく頑丈になった。
外套
ドラゴンスケイルライトアーマーを手に入れた際に厄介事を避ける目的で纏うようになり、以後アースの外見的特徴としてはデフォルトの状態となる。魔王領でのトラブル解決の報酬として採算度外視で制作された特製マントを贈られる。
フェンリルの頬当て
ミーナとその母親・カレン夫人から贈られた防具。
ライトメタル製マスク
山道ダンジョンでオーガなどのモンスターと一緒に崖から落ちた際に発生したアクシデントからトラウマを負ったプレイヤー向けに製作したアイテム。防御力は毛が生えた程度だが、「口元」をしっかり守る作り。ツヴァイ、カザミネ（鬼面風のデザイン）、ロナ、ノーラから注文を受けたほか、そこそこの数を作って販売した。

### ポーション類
ラビットホーンの温水ステーキ、唐揚げ、ドラゴン丼
アースが作った料理。他にもハンバーグや焼き鳥、スープや鶏の香草焼き、カレーライスなども作る。
ポーションジュース
通常のポーションを飲みやすくアレンジしたもの。
デスポーション
窒息草という毒草から作り出した毒の霧を発生させるポーション。
強化オイル
爆裂鉱石を鈍足草という薬草と合わせて加工したもの。投擲すると一定範囲内に火柱が上がる効果を持つ。試作中にできた試薬の一つで効果範囲が広すぎて狭所で使用すると自滅しかねない物は「ヘルマインオイル」と命名されている。

### その他のアイテム
第87代目フェアリークイーンリング
フェアリークイーンから贈られた指輪。自分では外せないなど半ば呪いに近い品だが、妖精国での身分証に使えるほか妖精言語や特殊魔法「プリズム・ノヴァ」を使える。
クイーンが転移してくる目印としての機能もあったが、身分証としての機能と共に封印された。
ピカーシャの心羽根
風の加護による回避率や移動速度の向上とMP消費減少の効果を持つアクセサリー。
ツッコミハリセン
クイーンや龍ちゃんといった困った相手へのツッコミ用に作ったアイテム。ライトメタルにベア皮を張ってあり、「音は大きく、痛みはなく」を実現した物。のちにツヴァイ用のツッコミアイテムとしてノーラにひとつ譲られた。
ピッキングツール
ダンジョンで宝箱の罠解除用に製作したツールセット。一部はファストの鍛冶場に常駐している親方に手伝ってもらった。
雨龍の指輪
双龍の試練を果たしたアースに褒賞として与えられた指輪。破壊することで一回限りにおいて雨龍を召喚することが出来る。
炭
魔王領が大寒波に襲われた際に攻略のために暖房用の炭を買占めしたギルドによってトラブルが起きるのを防ぐためにブルーカラーを始めとした生産職有志と協力して制作した。
アースが祖父から聞いていた窪（炭焼き窯）を使わない方法で制作する際に複数の生産スキル（木工、鍛冶、料理、薬剤の4つ）が必要であることが発覚したが、各専門職が工程を分担することで解決した。

### スキル・アーツ
プリズム・ノヴァ
フェアリークイーンから贈られた指輪によって使用できる魔法。ランダムに状態異常を引き起こす効果を持つ。妖精言語を使った上位魔法「エルダー・プリズム・ノヴァ」も使えるが詠唱文が非常に長く、発動に時間がかかる。
七つの落星
あまりの人気の高さに特定の契約妖精を付けられなくなったアースに与えられたアーツ。かつて妖精国が多種族に戦争を仕掛けた際に開発された技を“復元”したもの。
アーツを起動させる宣誓をして30秒の間に七本の矢を射ることで射た箇所を貫く光と射た対象に向けて七つの星を落とす。
サクリファイス・ボウ
あまりの人気の高さに特定の契約妖精を付けられなくなったアースに与えられたアーツ。かつて妖精国が多種族に戦争を仕掛けた際に開発された技を“復元”したもの。
最大HPの9割と全MP、そして愛用した弓を捧げることで発動する。使い込んだ武器を犠牲にする上、使用後は数日間のバステ状態に陥る。オリジナルに至っては使用者が「消滅」したという曰く付きで、あえて完全再現はされていない。
黄龍変身
龍の国で得た変身能力。変身時間は修得時で2分と短時間だが、金色の龍人といった姿に変わり圧倒的なステータスを誇る。「虎龍脚」「雀龍炎」「龍雷」「武龍壁」などの強力な攻撃・防御技。「黄龍玉」という蘇生・回復スキルも使える。このスキルはプレイヤーのみならずワンモア世界の住人にも有効。通常で取れる変身より上位スキル。
妖精招来
妖精とは契約できない代わりにMPを捧げることで周囲の妖精に力を貸してもらえるスキル。
偶像の魔王
魔王領にて、魔力暴走によるモンスターの狂暴化を治める際に負傷した魔王さまから力を託される形で得た変身。魔王に伝わるアーツ「デモンズジャッジ」を使える。通常で取れる変身より上位スキル。
明鏡止水
有翼人との戦いの最後に発現したスキル。極限まで集中した一撃で、魔剣・真同化がアースに遺した物。発動するまでに若干の時間がかかるのが欠点だが、繰り出した一撃はまず反応することが出来ない。

## 既刊一覧

### 小説
- 椎名ほわほわ（著）・ヤマーダ（イラスト） 『とあるおっさんのVRMMO活動記』 アルファポリス、既刊31巻（2025年2月28日現在）
  1. 2014年2月10日初版発行、ISBN 978-4-434-18839-8
  2. 2014年6月4日初版発行、ISBN 978-4-434-19309-5
  3. 2014年9月9日初版発行、ISBN 978-4-434-19602-7
  4. 2014年12月28日初版発行、ISBN 978-4-434-20138-7
  5. 2015年3月31日初版発行、ISBN 978-4-434-20448-7
  6. 2015年7月4日初版発行、ISBN 978-4-434-20760-0
  7. 2015年10月4日初版発行、ISBN 978-4-434-21059-4
  8. 2016年3月1日初版発行、ISBN 978-4-434-21681-7
  9. 2016年6月5日初版発行、ISBN 978-4-434-21997-9
  10. 2016年10月3日初版発行、ISBN 978-4-434-22427-0
  11. 2016年12月30日初版発行、ISBN 978-4-434-22805-6
  12. 2017年5月3日初版発行、ISBN 978-4-434-23235-0
  13. 2017年10月5日初版発行、ISBN 978-4-434-23774-4
  14. 2017年12月30日初版発行、ISBN 978-4-434-24119-2
  15. 2018年4月1日初版発行、ISBN 978-4-434-24459-9
  16. 2018年8月1日初版発行、ISBN 978-4-434-25054-5
  17. 2018年11月1日初版発行、ISBN 978-4-434-25389-8
  18. 2019年3月1日初版発行、ISBN 978-4-434-25790-2
  19. 2019年8月1日初版発行、ISBN 978-4-434-26413-9
  20. 2019年11月1日初版発行、ISBN 978-4-434-26781-9
  21. 2020年6月1日初版発行、ISBN 978-4-434-27332-2
  22. 2020年11月1日初版発行、ISBN 978-4-434-28005-4
  23. 2021年3月31日初版発行、ISBN 978-4-434-28662-9
  24. 2021年10月31日初版発行、ISBN 978-4-434-29119-7
  25. 2022年3月1日初版発行、ISBN 978-4-434-29992-6
  26. 2022年9月5日初版発行、ISBN 978-4-434-30569-6
  27. 2023年3月1日初版発行、ISBN 978-4-434-31647-0
  28. 2023年9月30日初版発行、ISBN 978-4-434-32653-0
  29. 2023年12月31日初版発行、ISBN 978-4-434-33106-0
  30. 2024年8月30日初版発行、ISBN 978-4-434-34359-9
  31. 2025年2月28日初版発行、ISBN 978-4-434-35350-5

### 漫画
- 椎名ほわほわ（原作）・六堂秀哉（作画） 『とあるおっさんのVRMMO活動記』 アルファポリス〈アルファポリスCOMICS〉、既刊13巻（2025年3月31日現在）
  1. 2015年5月31日初版発行、ISBN 978-4-434-20480-7
  2. 2016年3月31日初版発行、ISBN 978-4-434-21653-4
  3. 2017年2月28日初版発行、ISBN 978-4-434-22885-8
  4. 2017年11月30日初版発行、ISBN 978-4-434-23867-3
  5. 2018年9月30日初版発行、ISBN 978-4-434-25008-8
  6. 2019年7月31日初版発行、ISBN 978-4-434-26172-5
  7. 2020年7月31日初版発行、ISBN 978-4-434-27628-6
  8. 2021年3月31日初版発行、ISBN 978-4-434-28669-8
  9. 2021年12月31日初版発行、ISBN 978-4-434-29736-6
  10. 2023年2月28日初版発行、ISBN 978-4-434-31658-6
  11. 2023年9月30日初版発行、ISBN 978-4-434-32665-3
  12. 2024年6月30日初版発行、ISBN 978-4-434-34053-6
  13. 2025年3月31日初版発行、ISBN 978-4-434-35479-3

## ゲーム
『ワンモア・フリーライフ・オンライン・モバイル とあるおっさんのVRMMO活動記』のタイトルで、2019年9月25日にスマートフォン用ゲームアプリが配信開始。副題となっている原作名は略されることが多い。2020年12月10日にサービス終了。

## テレビアニメ
2023年2月にテレビアニメ化が発表され、同年10月から12月までBS11ほかにて放送された。

### スタッフ
- 原作 - 椎名ほわほわ[11]
- 原作イラスト - ヤマーダ[11]
- 漫画 - 六堂秀哉[11]
- 監督 - 中澤勇一[9]
- シリーズ構成 - 待田堂子[9]
- メインキャラクターデザイン - 渡部裕子[9]、大場優子[9]
- サブキャラクターデザイン - 西田美弥子[11]、山﨑香[11]、舛舘俊秀[11]、小島えり[11]、加瀬政広[11]、赤津豊[11]、出口花穂[11]
- プロップデザイン - 広瀬良雄、猪瀬愛美、吉成友美
- 色彩設計 - 渡辺亜紀[11]
- 美術監督 - 柴田聡[11]
- 撮影監督 - 野村雪菜[11]
- 3DCGディレクター - ディック小鹿原
- 編集 - 小峰博美
- 音響監督 - 土屋雅紀[11]
- 音楽 - TECHNOBOYS PULCRAFT GREEN-FUND[9]
- 音楽制作 - キングレコード
- プロデューサー - 津川明倫、佐藤晴美、藤井貴大、小安志築、小澤文啓、松木香沙美
- アニメーションプロデューサー - 向井悠樹
- アニメーション制作 - MAHO FILM[9]
- 製作 - とあるおっさんのVRMMO活動記製作委員会

### 主題歌
「Magic Writer」
sajiによるオープニングテーマ。作詞・作曲はヨシダタクミ、編曲はsajiと河合英嗣。
「キボウノレシピ」
岡咲美保によるエンディングテーマ。作詞・作曲・編曲は青柳諒。

### 各話リスト
| 話数   | サブタイトル                               | 脚本     | 絵コンテ            | 演出       | 作画監督                                                         | 総作画監督                   | 初放送日       |
| ------ | ------------------------------------------ | -------- | ------------------- | ---------- | ---------------------------------------------------------------- | ---------------------------- | -------------- |
| 第1話  | アース、ログインする                       | 待田堂子 | 中澤勇一 もりたけし | 中澤勇一   | 出口花穂 大場優子 猪瀬愛美 飯飼一幸 桜井木ノ実 舛舘俊秀 南伸一郎 | 出口花穂 大場優子 舛舘俊秀   | 2023年 10月3日 |
| 第2話  | アース、パーティに初参加する               | 待田堂子 | もりたけし          | 日下直義   | 出口花穂 青木真理子 鎌田均 関口雅浩 檜垣彰子 南伸一郎            | 出口花穂 西田美弥子          | 10月10日       |
| 第3話  | アース、妖精をたらしこむ？                 | 羽良俊馬 | 杉島邦久            | 山本隆太   | 大石健二 岡野幸男 承山菜美                                       | 出口花穂                     | 10月17日       |
| 第4話  | アース、あんまり素直に喜べない報酬をもらう | 岡田邦彦 | いわもとやすお      | 飯村正之   | 出口花穂 猪瀬愛美 青木真理子 飯飼一幸 市ノ川聡 関口雅浩          | 出口花穂                     | 10月24日       |
| 第5話  | アース、女王様とド派手に戦う               | 萬代耕士 | どじゃがげん        | 日下直義   | 出口花穂 大場優子 猪瀬愛美 青木真理子 桜井木ノ実 南伸一郎        | 出口花穂 大場優子 舛舘俊秀   | 10月31日       |
| 第6話  | アース、新ダンジョン実装でテンション上がる | 岡田邦彦 | もりたけし          | 広嶋秀樹   | 山﨑展義                                                         | 出口花穂 西田美弥子          | 11月7日        |
| 第7話  | アース、ボスに挑む                         | 萬代耕士 | いわもとやすお      | 大薮恭平   | 大久保富彦 出口花穂 猪瀬愛美 飯飼一幸 鎌田均 西田美弥子          | 出口花穂 西田美弥子          | 11月14日       |
| 第8話  | アース、龍人少女と出会う                   | 羽良俊馬 | もりたけし          | 神原敏昭   | 岡野幸男                                                         | 出口花穂 大場優子 舛舘俊秀   | 11月21日       |
| 第9話  | アース、妖精国へ行く                       | 待田堂子 | どじゃがげん        | 日下直義   | 出口花穂 猪瀬愛美 青木真理子 桜井木ノ実 南伸一郎                 | 出口花穂                     | 11月28日       |
| 第10話 | アース、相棒ができる                       | 岡田邦彦 | もりたけし          | 日下直義   | 出口花穂 大場優子 猪瀬愛美 関口雅浩 中澤勇一 西田美弥子 南伸一郎 | 出口花穂 大場優子 西田美弥子 | 12月5日        |
| 第11話 | アース、赤ちゃんドラゴンを拾う             | 萬代耕士 | 大久保富彦          | 大久保富彦 | 大久保富彦 大場優子 猪瀬愛美 関口雅浩 西田美弥子                 | 大場優子 舛舘俊秀            | 12月12日       |
| 第12話 | アース、怒る                               | 待田堂子 | もりたけし          | 中澤勇一   | 猪瀬愛美 青木真理子 飯飼一幸 桜井木ノ実 中澤勇一 南伸一郎        | 出口花穂 大場優子            | 12月19日       |

### 放送局
| 放送期間                 | 放送時間                     | 放送局       | 対象地域 | 備考                                 |
| ------------------------ | ---------------------------- | ------------ | -------- | ------------------------------------ |
| 2023年10月3日 - 12月19日 | 火曜 1:00 - 1:30（月曜深夜） | BS11         | 日本全域 | BS放送 / 『ANIME+』枠                |
|                          | 火曜 1:05 - 1:35（月曜深夜） | TOKYO MX     | 東京都   |                                      |
|                          | 火曜 23:30 - 水曜 0:00       | AT-X         | 日本全域 | CS放送 / 字幕放送 / リピート放送あり |
| 2023年10月5日 - 12月21日 | 木曜 1:55 - 2:25（水曜深夜） | 北海道テレビ | 北海道   |                                      |

| 配信開始日     | 配信時間                   | 配信サイト | 備考                     |
| -------------- | -------------------------- | --- | ------------------------ |
| 2023年10月3日  | 火曜 1:00（月曜深夜） 更新 | dアニメストア U-NEXT アニメ放題 | 地上波同時・最速先行配信 |
| 2023年10月7日  | 土曜 0:00（金曜深夜） 更新 | アニメタイムズ Lemino | 見放題配信               |
| 2023年10月8日  | 日曜 0:00（土曜深夜） 更新 | ABEMA バンダイチャンネル DMM TV FOD Hulu J:COMオンデマンド milplus auスマートパスプレミアム TELASA                                                    | 見放題配信               |
|                |                            | ABEMA ニコニコ動画 | 無料配信                 |
|                |                            | バンダイチャンネル クランクイン!ビデオ Google Play HAPPY!動画 J:COMオンデマンド milplus ムービーフルPlus ニコニコ動画 auスマートパスプレミアム TELASA | 都度課金配信             |
|                | 日曜 1:00（土曜深夜） 更新 | Amazon Prime | 見放題・都度課金配信     |
| 2023年10月12日 | 木曜 12:00 更新            | ふらっと動画 | 見放題配信               |

### BD
| 巻  | 発売日        | 収録話         | 規格品番     |
| --- | ------------- | -------------- | ------------ |
| BOX | 2024年2月28日 | 第1話 - 第12話 | KIZX-90627/9 |